# Michael Wayne
Pour les articles homonymes, voir Morrison et Wayne.
Michael Anthony Morrison, né le 23 novembre 1934 à Los Angeles (Californie), mort le 2 avril 2003 à Burbank (Californie), est un producteur de cinéma américain, occasionnellement acteur.
Fils aîné de John Wayne (1907-1979), il est connu sous le pseudonyme de Michael Wayne.

## Biographie

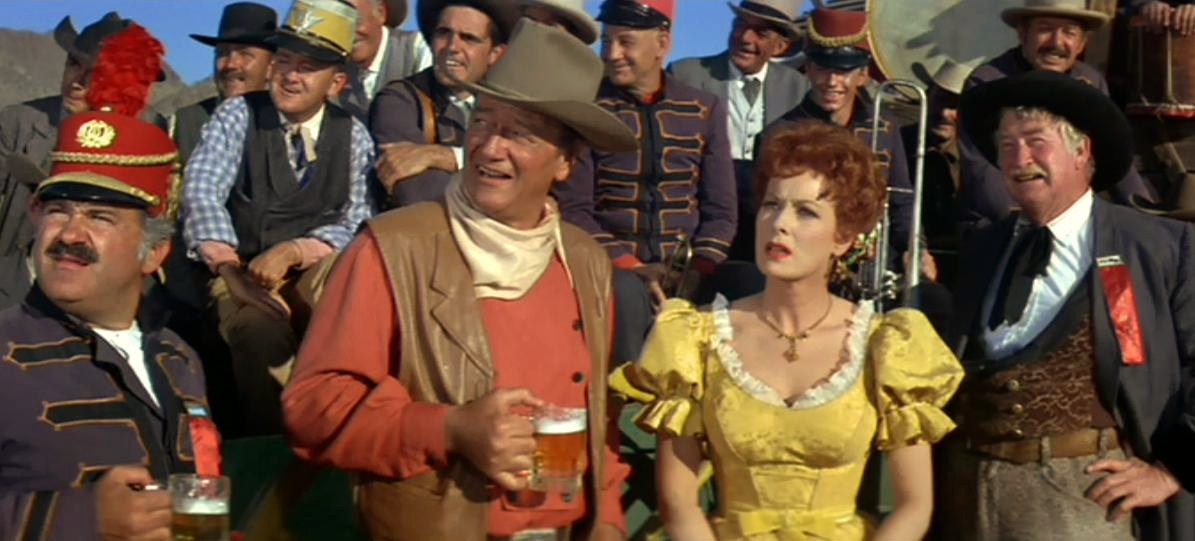
Jack Kruschen, John Wayne, Maureen O'Hara et Chill Wills (de g. à d.), dans Le Grand McLintock (1963)

Il est l'aîné des quatre enfants que John Wayne a eus avec sa première épouse, Josephine Alicia Saenz (1908-2003) qui sont :
- Mary Antonia Wayne LaCava (1936-2000), actrice,
- Patrick Wayne (né en 1939), acteur,
- Melinda Wayne Munoz (née en 1940), actrice,

Il débute au cinéma comme assistant de production sur L'Homme tranquille de John Ford (1952, avec John Wayne et Maureen O'Hara), où il apparaît en outre dans un petit rôle non crédité — il en tient un autre dans Le Conquérant de Dick Powell (1956, avec John Wayne et Susan Hayward).
À l'occasion du tournage d’Alamo (1960, avec John Wayne, Richard Widmark et Laurence Harvey), produit et réalisé par son père, où il est à nouveau assistant de production, Michael Wayne intègre la Batjac Productions fondée par The Duke, société productrice du film. 
Sa première production pour la Batjac est Le Grand McLintock d'Andrew V. McLaglen (1963, avec John Wayne et Maureen O'Hara). Puis il est producteur de huit autres films américains, tous avec John Wayne, dont L'Ombre d'un géant de Melville Shavelson (sa deuxième production, 1966, avec Kirk Douglas et Senta Berger) et Les Voleurs de trains de Burt Kennedy (1973, avec Ann-Margret et Rod Taylor). Le dernier est Brannigan de Douglas Hickox (1975, avec Richard Attenborough et Mel Ferrer).
Comme acteur, il contribue encore à deux films de David A. Prior, respectivement sortis en 1989 et 1991.
Au décès de son père en 1979, Michael Wayne devient président de la Batjac et gère à ce titre les droits des films produits par la société (le dernier étant Un silencieux au bout du canon de John Sturges, sorti en 1974), jusqu'à sa mort d'une crise cardiaque en 2003. Sa mère meurt deux mois après lui.

## Filmographie complète

### Comme acteur
- 1952 : L'Homme tranquille (The Quiet Man) de John Ford
- 1956 : Le Conquérant (The Conqueror) de Dick Powell
- 1989 : Rapid Fire de David A. Prior
- 1991 : The Lost Platoon de David A. Prior

### Comme assistant de production
- 1952 : L'Homme tranquille (The Quiet Man) de John Ford
- 1960 : Alamo (The Alamo) de John Wayne

### Comme producteur
- 1963 : Le Grand McLintock (McLintock !) d'Andrew V. McLaglen
- 1966 : L'Ombre d'un géant (Cast a Giant Shadow) de Melville Shavelson
- 1968 : Les Bérets verts (The Green Berets) de Ray Kellogg et John Wayne
- 1970 : Chisum d'Andrew V. McLaglen (producteur exécutif)
- 1971 : Big Jake de George Sherman et John Wayne
- 1973 : Les Voleurs de trains (The Train Robbers) de Burt Kennedy
- 1973 : Les Cordes de la potence (Cahill United States Marshal) d'Andrew V. McLaglen
- 1974 : Un silencieux au bout du canon (McQ) de John Sturges (producteur exécutif)
- 1975 : Brannigan de Douglas Hickox (producteur exécutif)